# Sherwin Peak
Der Sherwin Peak ist ein 2290 m hoher Berg in der antarktischen Ross Dependency. Im nördlichen Teil der Queen Elizabeth Range des Transantarktischen Gebirges überragt er 8 km südöstlich des Mount Chivers die Ostflanke des Otago-Gletschers.
Der United States Geological Survey kartierte ihn anhand eigener Tellurometervermessungen und mit Hilfe von Luftaufnahmen der United States Navy aus den Jahren zwischen 1960 und 1962. Das Advisory Committee on Antarctic Names benannte ihn 1966 nach dem Ionosphärenphysiker James S. Sherwin, der 1958 auf der Station Little America V tätig war.